# Melehan e Melou
Melehan e Melou sono, nella materia di Bretagna, i figli del traditore Mordred, figlio illegittimo di re Artù. 
I due sono citati, ma non nominati, nella Historia Regum Britanniae di Goffredo di Monmouth. I loro nomi appaiono solo in opere successive: Melehan è nominato nella Morte di Re Artù, mentre Melou nel Brut di Layamon.
Secondo il racconto di Goffredo, dopo la battaglia di Camlann, dove il padre morì, presero il comando dei rimasugli dell'esercito, continuando a minacciare la pace lasciata da re Artù. Infine, dopo essere stati sconfitti in battaglia da Costantino III, il successore di Artù, vennero da lui uccisi a tradimento su suolo sacro, atto che gli costò la vita. Nelle tradizioni gallesi, dopo la morte di Costantino, gli successe Gwydre, il figlio primogenito di Artù e della regina Ginevra in quelle versioni.